# Oléac-Dessus
Oléac-Dessus è un comune francese di 98 abitanti situato nel dipartimento degli Alti Pirenei nella regione dell'Occitania.

## Società

### Evoluzione demografica
Abitanti censiti